# Аахен
А̀хен (Аахен) (на немски: Aachen, [ˈaːxn̩], (чуйте); на френски: Aix-la-Chapelle – Екс ла Шапел; на нидерландски: Aken – Акен; на латински: Aquisgranum) е град в Германия, федерална провинция Северен Рейн-Вестфалия, близо до точката, в която границата ѝ се среща с границите на Белгия и Холандия.
Населението му е 258 664 жители към 31 декември 2010 г. Площта на града е 160,84 km², а гъстотата на населението – 1608 д/km². Жителите на града се наричат аахенци и аахенчани.

## Икономика
Аахен е железопътен възел. Развити са въгледобивна, машиностроителна, текстилна и стъкларска промишленост. Освен това градът е и балнеолечебен курорт. Аахен също така е университетски град – техническият му университет се смята за един от най-добрите в Германия.

## История
- Известен е от 1 век като римско селище. Римляните го наричат „Aquae Grani“ или „Aquisgranum“ в чест на келтския бог Гранус, почитан като покровител на лечебната сила на минералната вода.
- През 8 век е резиденция на династия Меровинги.
- През 765 г. градът бива „открит“ и от краля на франките Пипин – бащата на бъдещия Карл Велики. Самият Карл го избира за своя зимна резиденция и построява тук през 778 г. дворец. С течение на годините Аахен става любимия му град, бива провъзгласен от него за столица на владенията му на север от Алпите и така се превръща в духовен и интелектуален център на империята му и отправна точка на културното обновление, станало известно като Каролингски Ренесанс.
- След като Лудвиг Благочестиви – синът на Карл Велики, приема тук своята корона, от 936 до 1531 г. в Аахен се провеждат коронациите на почти всички следващи императори (30 на брой, от Ото І до Фердинанд І).
- През 1748 г. в града е подписан мирен договор след приключване на Войната за австрийското наследство.
- От 1798 до 1814 г. Аахен е във френско владение.
- През 1815 г. градът преминава към Прусия.

## Спорт
Представителният футболен отбор на града носи името Алемания Аахен. Състезавал се е в Първа и Втора Бундеслига. Основан е на 16 декември 1900 г.

## Побратимени градове
- Арлингтън, САЩ от 1993
- Балтимор, Ирландия от 2010
- Кейп Таун, РЮА от 1999
- Кострома, Русия от 2005
- Лиеж, Белгия от 1955
- Наумбург, Германия от 1988
- Нинбо, Китай от 1986
- Реймс, Франция от 1967
- Рош ха Аин, Израел от 2007
- Толедо, Испания от 1985
- Халифакс, Великобритания от 1979